# Мухин, Виктор Петрович
Виктор Петрович Мухин (1924—1983) — красноармеец Рабоче-крестьянской Красной Армии, участник Великой Отечественной войны, Герой Советского Союза (1944).

## Биография
Виктор Мухин родился 3 октября 1924 года в селе Большая Ельня (ныне — Кстовский район Нижегородской области). После окончания начальной школы работал в колхозе. В 1942 году переехал в Горький, работал слесарем на телефонном заводе. В январе 1943 года Мухин был призван на службу в Рабоче-крестьянскую Красную Армию. С июля того же года — на фронтах Великой Отечественной войны. Участвовал в Курской битве, был ранен.
К сентябрю 1943 года гвардии красноармеец Виктор Мухин был стрелком 29-го гвардейского стрелкового полка 12-й гвардейской стрелковой дивизии 61-й армии Центрального фронта. Отличился во время битвы за Днепр. 29 сентября 1943 года Мухин в составе передового отряда переправился через Днепр в районе деревни Глушец Лоевского района Гомельской области Белорусской ССР и принял активное участие в боях за захват и удержание плацдарма, отразив две немецкие контратаки и лично уничтожив более 20 солдат и офицеров противника. Во время ноябрьских боёв за Мозырь получил тяжёлое ранение.
Указом Президиума Верховного Совета СССР «О присвоении звания Героя Советского Союза генералам, офицерскому, сержантскому и рядовому составу Красной Армии» от 15 января 1944 года за «образцовое выполнение боевых заданий командования по форсированию реки Днепр и проявленные при этом мужество и героизм» гвардии красноармеец Виктор Мухин был удостоен высокого звания Героя Советского Союза с вручением ордена Ленина и медали «Золотая Звезда» за номером 3533.
После выписки из госпиталя Мухин был демобилизован. Проживал и работал в посёлке Ждановский Кстовского района. Умер 14 декабря 1983 года, похоронен в родном селе.
Был также награждён рядом медалей.

## Память
- В посёлке Ждановский на доме по ул. Школьная, 22, где проживал Виктор Петрович, установлена памятная доска.

Памятная доска в посёлке Ждановский